# György Mitró
György Mitró, född 6 mars 1930 i Nyíregyháza, död 4 januari 2010 i Budapest, var en ungersk simmare.
Mitró blev olympisk silvermedaljör på 4 x 200 meter frisim vid sommarspelen 1948 i London.